# William Cavendish-Scott-Bentinck, 5:e hertig av Portland
William John Cavendish-Scott-Bentinck, 5:e hertig av Portland, född 1800, död 1879, var en brittisk politiker. Han var son till William Henry Cavendish-Scott-Bentinck, 4:e hertig av Portland och Henrietta Scott.
Efter en militär karriär kom han 1824 att efterträda sin storebror, som dött det året, i parlamentets underhus som tory-ledamot för valkretsen King’s Lynn, en plats flera släktingar till hade. Två år senare lät han av hälsoskäl sin farbror Lord William Bentinck överta mandatet. Han blev hertig när fadern dog 1854, men trots att han också tillträdde med hertigvärdigheten medföljande platsen i överhuset 1857 visade han inget stort intresse för politiken, även om han stödde whigs och Robert Peel.
Som hertig levde han i avskildhet på sitt gods Welbeck Abbey i Nottinghamshire. Han blev så småningom alltmer excentrisk och mycket introvert: Det sägs att han lät gräva ut ett intrikat system av tunnlar och rum under huvudbyggnaden och även om han korresponderade per brev med flera kända män i London, bland andra Benjamin Disraeli, tillät han aldrig några besök. Han kommunicerade till och med skriftligen med sitt tjänstefolk och tillät bara en betjänt att träffa honom i hans privata rum.
Han dog ogift och barnlös. Hertigtiteln ärvdes av hans kusins son, William Cavendish-Bentinck, 6:e hertig av Portland.